# Grand Theft Auto 64
Grand Theft Auto 64 (сокращённо — GTA 64) — отменённая компьютерная игра в жанре action-adventure из серии Grand Theft Auto, разрабатывавшаяся британской студией DMA Design (ныне Rockstar North) для консоли Nintendo 64. Игра представляла собой переиздание первой Grand Theft Auto с определёнными улучшениями, на игровую приставку пятого поколения от Nintendo. Выход игры ожидался примерно в 1999 году, но по неясным до конца причинам, разработка была отменена, а проект так никогда и не был показан широкой публике.

## Игровой процесс
Grand Theft Auto 64 являлась двухмерной компьютерной игрой в жанре action-adventure с видом сверху в открытом мире. Игровой процесс был практически идентичен оригинальной игре, а действие её также происходило в трёх мегаполисах США — Либерти-Сити (основан на Нью-Йорке и штате Нью-Джерси), Вайс-Сити (Майами) и городом Сан-Андреас (Сан-Франциско).

## Разработка

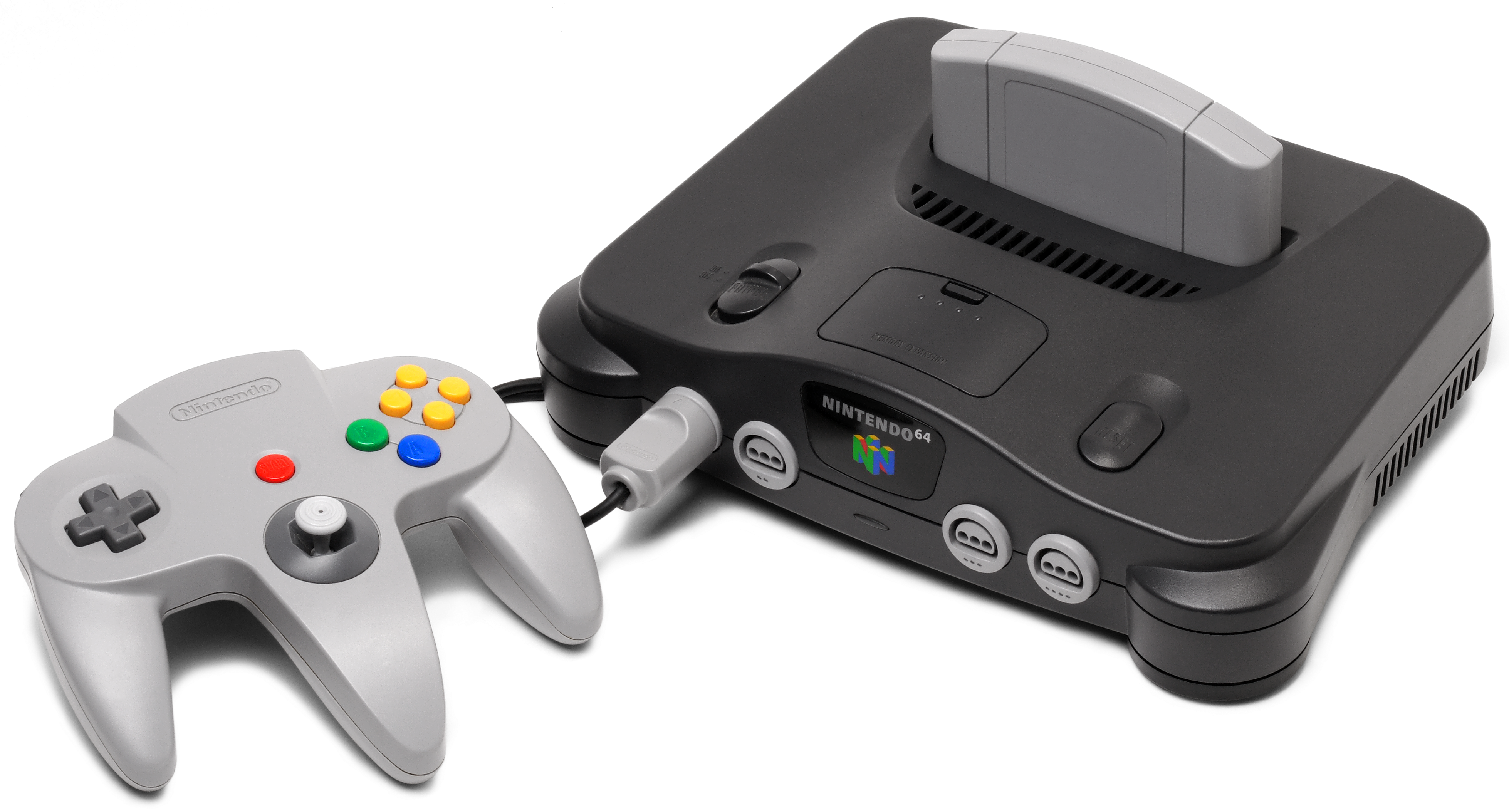
Консоль Nintendo 64 с контроллером (NUS-005) и картриджем (NUS-006)

Согласно официальным дизайн-документам оригинальной Grand Theft Auto от 1995 года (в то время именуемая как Race’n’Chase), студия DMA Design изначально планировала выпустить игру и на консоль от компании Nintendo — «Ultra 64», позднее переименованную в «Nintendo 64». Релиз первой GTA состоялся в конце 1997 года на PC, а вслед, произошёл успешный выход на PlayStation, после которого началась разработка Grand Theft Auto 64. Ожидалось, что игра выйдет примерно во второй половине 1999 года. По информации IGN, проект представлял собой порт PlayStation-версии Grand Theft Auto на приставку Nintendo 64, но с значительными нововведениями — улучшенной графикой, дополнительными уровнями, характеристиками и прочим новым контентом. Как сообщает официальное испанское издание журнала N64 Magazine, игра была привезена на выставку E3 1999, где демонстрировалась за закрытыми дверями, ограниченному кругу лиц, при этом, её состояние оценивалось на 50 % готовности.
В конечном итоге разработка Grand Theft Auto 64 была остановлена, а выпуск отменён, при этом игра так никогда и не показывалась широкой публике. Причины отмены до конца не ясны, однако предполагается, что этому могли послужить проблемы с реализацией уровня цензуры, требуемой компанией Nintendo от разработчикам для выпуска их игр на приставке N64, которая из-за этого имела репутацию «детской консоли». Другой возможной причиной могли стать технические ограничения игрового картриджа Nintendo 64 Game Pak, максимальный размер которого составлял всего 64 МБ памяти. Это ставило разработчиков в более жесткие рамки и вероятно исключало наличие в GTA 64 полноценного саундтрека на внутриигровых радиостанциях, как в оригинале.